# Saint-Firmin (Hautes-Alpes)
Pour les articles homonymes, voir Saint-Firmin.
Saint-Firmin est une commune française située dans le département des Hautes-Alpes en région Provence-Alpes-Côte d'Azur.

## Géographie
Saint-Firmin est installée à l'entrée de la vallée du Valgaudemar, sur la rive droite de la Séveraisse, sur le flanc sud du Grun de Saint-Maurice. Cette position en fait un adret appréciable. La commune fait partie depuis 2013 du parc national des Écrins.
La RD 985A, qui se détache de la route nationale 85 au pied de Saint-Firmin, remonte la vallée jusqu'à la Chapelle-en-Valgaudémar en passant par Saint-Maurice-en-Valgodemard et Villar-Loubière, et est prolongée par une petite route jusqu'au chalet du Gioberney. L'entrée de la vallée peut se faire aussi par la rive gauche (commune de Saint-Jacques-en-Valgodemard).

### Climat
Pour des articles plus généraux, voir Climat de Provence-Alpes-Côte d'Azur et Climat des Hautes-Alpes.
En 2010, le climat de la commune est de type climat de montagne, selon une étude du Centre national de la recherche scientifique s'appuyant sur une série de données couvrant la période 1971-2000. En 2020, Météo-France publie une typologie des climats de la France métropolitaine dans laquelle la commune est exposée à un climat de montagne ou de marges de montagne et est dans la région climatique Alpes du sud, caractérisée par une pluviométrie annuelle de 850 à 1 000 mm, minimale en été.
Pour la période 1971-2000, la température annuelle moyenne est de 9 °C, avec une amplitude thermique annuelle de 18,2 °C. Le cumul annuel moyen de précipitations est de 1 105 mm, avec 8,5 jours de précipitations en janvier et 6,2 jours en juillet. Pour la période 1991-2020, la température moyenne annuelle observée sur la station météorologique installée sur la commune est de 9,6 °C et le cumul annuel moyen de précipitations est de 1 120,1 mm. 
La température maximale relevée sur cette station est de 38,2 °C, atteinte le 24 août 2023 ; la température minimale est de −23,5 °C, atteinte le 27 décembre 1962,,.
| Mois                                  | jan.            | fév.             | mars             | avril            | mai             | juin          | jui.           | août            | sep.          | oct.            | nov.             | déc.             | année      |
| ------------------------------------- | --------------- | ---------------- | ---------------- | ---------------- | --------------- | ------------- | -------------- | --------------- | ------------- | --------------- | ---------------- | ---------------- | ---------- |
| Température minimale moyenne (°C)     | −3,7            | −3,9             | −0,6             | 2,3              | 6,1             | 9,6           | 11,6           | 11,4            | 8,2           | 5               | 0,5              | −2,8             | 3,6        |
| Température moyenne (°C)              | 0,9             | 1,6              | 5,4              | 8,6              | 12,6            | 16,5          | 18,8           | 18,8            | 14,6          | 10,6            | 5,2              | 1,6              | 9,6        |
| Température maximale moyenne (°C)     | 5,6             | 7,1              | 11,5             | 14,9             | 19,1            | 23,3          | 26,1           | 26,1            | 21,1          | 16,2            | 9,8              | 5,9              | 15,6       |
| Record de froid (°C) date du record   | −21 04.01.1971  | −21,5 12.02.1956 | −17,8 07.03.1971 | −11,1 11.04.1975 | −5,5 13.05.1972 | −2 04.06.1953 | 0,5 09.07.1951 | −0,8 20.08.1972 | −6 28.09.1972 | −9,1 31.10.1974 | −15,8 28.11.1973 | −23,5 27.12.1962 | −23,5 1962 |
| Record de chaleur (°C) date du record | 17,7 11.01.1998 | 21,7 25.02.21    | 24,6 30.03.21    | 26,5 21.04.18    | 31,3 24.05.09   | 36,2 19.06.22 | 38 22.07.22    | 38,2 24.08.23   | 33 04.09.23   | 29 02.10.23     | 24 08.11.15      | 18 09.12.1971    | 38,2 2023  |
| Précipitations (mm)                   | 96,8            | 70,3             | 80,5             | 91,5             | 94,9            | 77,2          | 60,5           | 63,1            | 89,2          | 131             | 149,5            | 115,6            | 1 120,1    |

| Diagramme climatique                                  |             |              |             |             |             |              |              |             |          |             |              |
| J                                                     | F           | M            | A           | M           | J           | J            | A            | S           | O        | N           | D            |
| 5,6−3,796,8                                           | 7,1−3,970,3 | 11,5−0,680,5 | 14,92,391,5 | 19,16,194,9 | 23,39,677,2 | 26,111,660,5 | 26,111,463,1 | 21,18,289,2 | 16,25131 | 9,80,5149,5 | 5,9−2,8115,6 |
| Moyennes : • Temp. maxi et mini °C • Précipitation mm |             |              |             |             |             |              |              |             |          |             |              |

Les paramètres climatiques de la commune ont été estimés pour le milieu du siècle (2041-2070) selon différents scénarios d'émission de gaz à effet de serre à partir des nouvelles projections climatiques de référence DRIAS-2020. Ils sont consultables sur un site dédié publié par Météo-France en novembre 2022.

## Urbanisme

### Typologie
Au 1er janvier 2024, Saint-Firmin est catégorisée commune rurale à habitat dispersé, selon la nouvelle grille communale de densité à 7 niveaux définie par l'Insee en 2022.
Elle est située hors unité urbaine. Par ailleurs la commune fait partie de l'aire d'attraction de Gap, dont elle est une commune de la couronne,. Cette aire, qui regroupe 73 communes, est catégorisée dans les aires de 50 000 à moins de 200 000 habitants,.

### Occupation des sols
L'occupation des sols de la commune, telle qu'elle ressort de la base de données européenne d’occupation biophysique des sols Corine Land Cover (CLC), est marquée par l'importance des forêts et milieux semi-naturels (77 % en 2018), une proportion sensiblement équivalente à celle de 1990 (76,9 %). La répartition détaillée en 2018 est la suivante : 
forêts (39,7 %), milieux à végétation arbustive et/ou herbacée (32,4 %), prairies (10,3 %), zones agricoles hétérogènes (8,8 %), espaces ouverts, sans ou avec peu de végétation (4,8 %), terres arables (2 %), zones urbanisées (1,9 %).
L'évolution de l’occupation des sols de la commune et de ses infrastructures peut être observée sur les différentes représentations cartographiques du territoire : la carte de Cassini (XVIIIe siècle), la carte d'état-major (1820-1866) et les cartes ou photos aériennes de l'IGN pour la période actuelle (1950 à aujourd'hui).

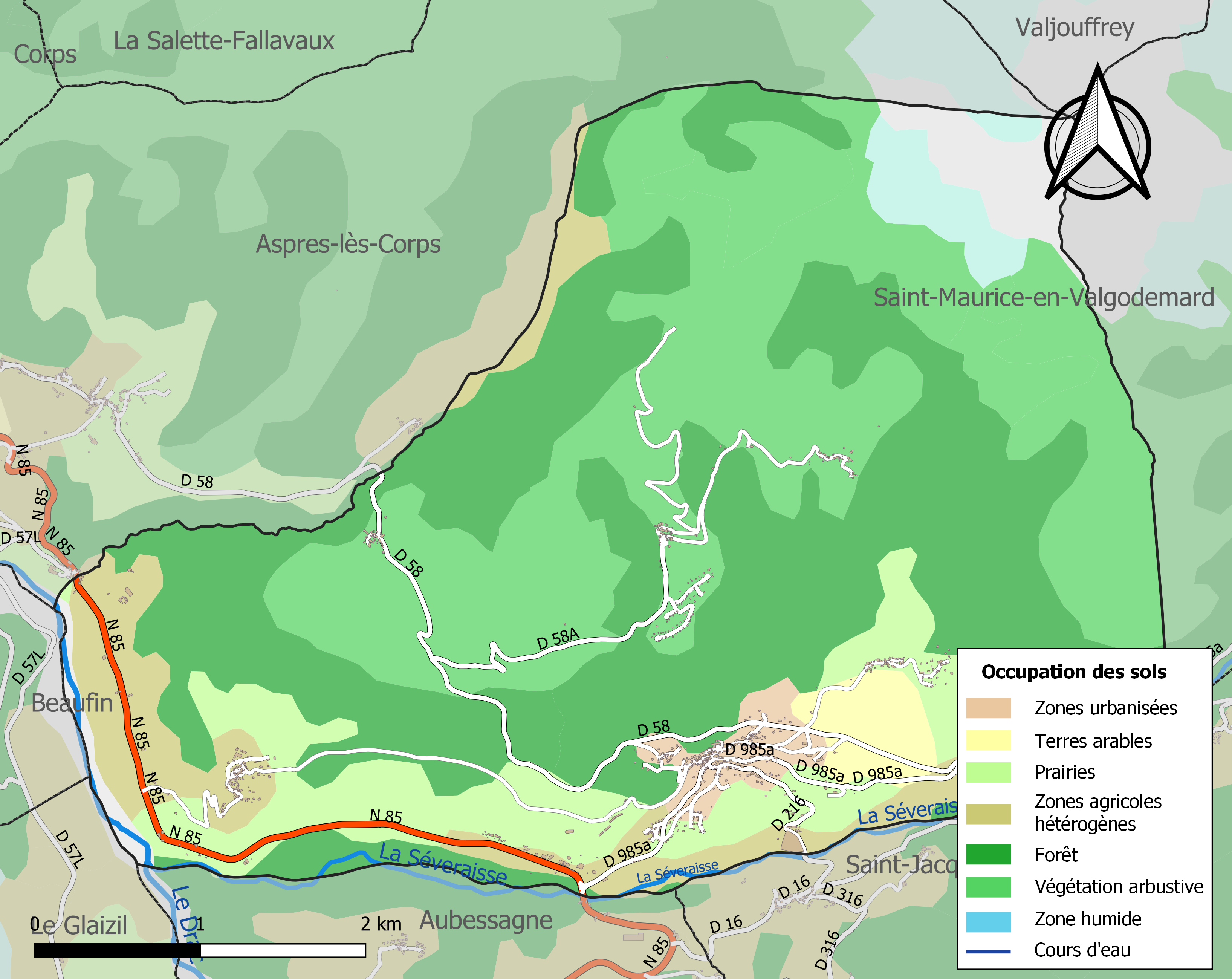
Carte de l'occupation des sols de la commune en 2018 (CLC).

## Toponymie
Le nom de la localité se retrouve sous la forme latine Sanctus Firminus en 1178 dans une bulle d'Alexandre III, Sanctus Furminus en 1342, Sainct Furmin en 1516.
Lors de la Révolution de 1789, la commune sera appelée Firmin Fort.
Sant Firmin en provençal haut-alpin.
Mort en 553, Firmin est originaire de Narbonne. Parmi les premiers évêques d'Uzès, il est un des signataires du concile d'Orléans.

## Histoire
En 1791, les communes de La Broue, L'Esparcelet, Les Préaux, Reculas et Villard-Saint-Firmin ont été réunies à la commune de Saint-Firmin.
Un téléski bâti en 1963 et abandonné depuis une quinzaine d'années est démonté le 3 novembre 2022.

## Politique et administration
| Période                                  | Période                   | Identité         | Étiquette | Qualité                                                                     |
| ---------------------------------------- | ------------------------- | ---------------- | --------- | --------------------------------------------------------------------------- |
| Les données manquantes sont à compléter. |                           |                  |           |                                                                             |
| 1961                                     | 1974                      | Marin Valentin   |           |                                                                             |
| mars 1989                                | 1994                      | Pierre Blache    | DVG       | Chef d'entreprise, ancien suppléant du député Robert de Caumont (1981-1986) |
| 1994                                     | mars 1995                 | Georges Aye      |           |                                                                             |
| mars 1995                                | mars 2001                 | Robert Faure     |           |                                                                             |
| mars 2001                                | mars 2008                 | Christian Aigon  | PS        |                                                                             |
| mars 2008                                | 29 septembre 2010         | Robert Blache    | DVD       | Conseiller général                                                          |
| 30 novembre 2010                         | juillet 2020              | Alain Freynet    |           | Retraité de la fonction publique                                            |
| Juillet 2020                             | Novembre 2023 (démission) | Jean-Luc Blache, |           | Cadre de la fonction publique                                               |
| Novembre 2023 (En attente d'élections)   | En cours                  | Laurent Calvat   |           | Agent de la fonction publique                                               |

## Démographie
L'évolution du nombre d'habitants est connue à travers les recensements de la population effectués dans la commune depuis 1793. Pour les communes de moins de 10 000 habitants, une enquête de recensement portant sur toute la population est réalisée tous les cinq ans, les populations de référence des années intermédiaires étant quant à elles estimées par interpolation ou extrapolation. Pour la commune, le premier recensement exhaustif entrant dans le cadre du nouveau dispositif a été réalisé en 2004.

En 2022, la commune comptait 449 habitants, en évolution de −3,44 % par rapport à 2016 (Hautes-Alpes : +0,4 %, France hors Mayotte : +2,11 %).
| 1793 | 1800 | 1806 | 1821 | 1831  | 1836  | 1841  | 1846  | 1851  |
| ---- | ---- | ---- | ---- | ----- | ----- | ----- | ----- | ----- |
| 817  | 842  | 881  | 916  | 1 280 | 1 246 | 1 168 | 1 303 | 1 311 |

| 1856  | 1861  | 1866  | 1872  | 1876  | 1881  | 1886  | 1891  | 1896  |
| ----- | ----- | ----- | ----- | ----- | ----- | ----- | ----- | ----- |
| 1 268 | 1 276 | 1 230 | 1 191 | 1 155 | 1 116 | 1 077 | 1 110 | 1 067 |

| 1901  | 1906  | 1911 | 1921 | 1926 | 1931 | 1936 | 1946 | 1954 |
| ----- | ----- | ---- | ---- | ---- | ---- | ---- | ---- | ---- |
| 1 065 | 1 047 | 959  | 820  | 802  | 836  | 755  | 681  | 637  |

| 1962 | 1968 | 1975 | 1982 | 1990 | 1999 | 2004 | 2006 | 2009 |
| ---- | ---- | ---- | ---- | ---- | ---- | ---- | ---- | ---- |
| 554  | 515  | 535  | 465  | 408  | 438  | 453  | 438  | 480  |

| 2014 | 2019 | 2022 | - | - | - | - | - | - |
| ---- | ---- | ---- | - | - | - | - | - | - |
| 479  | 443  | 449  | - | - | - | - | - | - |

## Économie
Tout comme dans les communes avoisinantes, le tourisme prend de nos jours le pas sur l'agriculture, principal secteur d'activité traditionnel. Ancien territoire pastoral, il ne reste quasiment plus d'agriculteurs dans le bourg principal, les parcelles ayant été progressivement regroupées. De nos jours, plus de 50 % des logements de la commune sont des résidences secondaires. Autrefois station de ski familiale, le téléski de Saint-Firmin, construit en 1963, a fonctionné pour la dernière fois pour l'hiver 2004-2005. Il a été démonté en 2020 . Cependant, la commune offre un ensemble d'équipements (piscine par exemple) et de chemins de randonnées, parcours découverte et de parcours VTT dédiés à une fréquentation estivale, en plus de diverses possibilités d'hébergements (campings, hôtels ou encore gîtes). Un restaurant permet aux touristes de se restaurer ou de boire un verre sous un tilleul centenaire, avec une magnifique vue sur le Vieux Chaillol et le village.
L'industrie est représentée à Saint-Firmin par la Filature du Valgaudemar qui produit de la laine à tricoter depuis 1830, et s'est diversifiée il y a quelques années dans la fabrication de produits isolants à base de fibre de verre pour l'industrie et le bâtiment. L'eau de la Séveraisse alimente une petite centrale hydro-électrique située au pied de l'ancien château. On trouve aussi sur le territoire de la commune une usine de fabrication de tourtons et ravioles, ou encore le laboratoire de fabrication d'un meilleur ouvrier de France élaborant des confiseries, tartes et chocolats vendus dans le Valgaudemar et le Champsaur.

## Culture locale et patrimoine

### Lieux et monuments

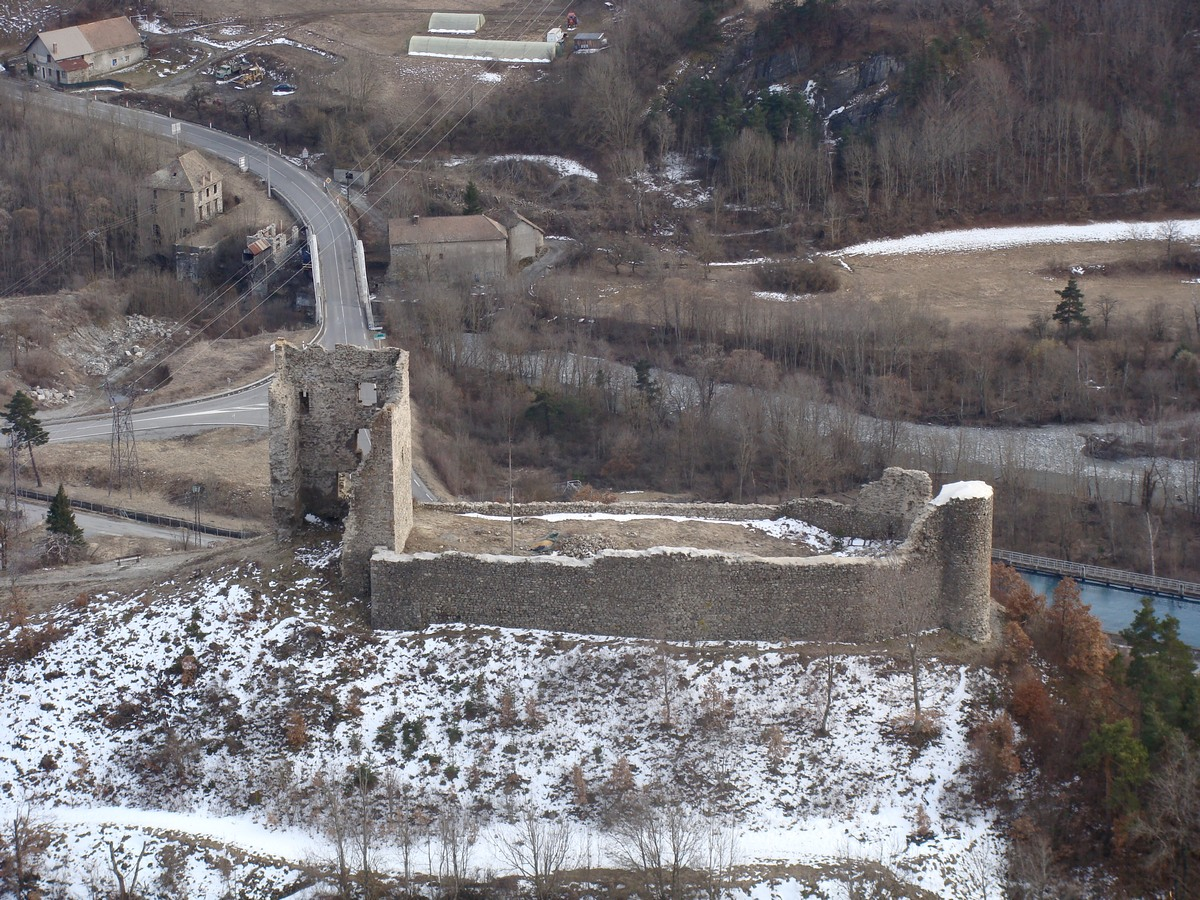
Le château fort.

- Le château, datant du Moyen Âge, est situé sur une butte calcaire dominant le débouché du Valgaudemar et la route Gap - Grenoble ; le piton rocheux sur lequel il est installé dispose d'un sentier découverte serpentant entre les amas rocheux, signes d'éboulements réguliers[28]. Dénommée localement château, c'est en fait une forteresse, construite en 1377 par la volonté de Bernard de Gravollières, prieur de Saint-Michel de Connexe, coseigneur du Valgaudemard et des habitants de Saint-Firmin[29]. Le château entre dans la famille de Clot-Eyraud au XVIIe siècle[30]. Située entre le bourg de Saint-Firmin et le hameau de la Broue, elle était destinée à servir d'abris aux habitants du Valgaudemard lors des exactions fréquentes à cette époque de mercenaires participant à la guerre de Cent Ans et se trouvant sans emploi entre deux batailles[31]. Cette forteresse paraît avoir été détruite bien avant la Révolution, une partie de ses pierres a été utilisée pour construire les villages alentour. Une association locale a entrepris des travaux de sauvegarde des ruines. Ses ruines sont régulièrement le théâtre de diverses fêtes locales.
- L'église Saint-Firmin de Saint-Firmin, au cœur du village, date de 1861. Elle possède un autel en marbre, des stalles en bois sculpté vernissé, et des vitraux. Des soubassements des vestiges d'une tombe chrétienne du VIe ou VIIe siècle ont été trouvés, preuve d'une implantation d'un lieu de culte bien avant la construction de l'église[29].

- Chapelle de La Broue de Saint-Firmin.
- Chapelle Sainte-Madeleine de l'Esparcelet.
- Église Saint-Laurent des Préaux.
- Chapelle Sainte-Anne des Reculas.
- Chapelle Saint-Roch de Brudour.
- Chapelle de la Trinité de Saint-Firmin.

### Personnalités liées à la commune
- Albert de Rochas d'Aiglun, militaire et auteur d'ouvrages sur les phénomènes paranormaux, est né à Saint-Firmin en 1837.
- Saint-Firmin a vu naître en 1891 le colonel Jacques Roux, qui commandait le 4e régiment de tirailleurs tunisiens (4e RTT) lors de la bataille de Monte Cassino en janvier 1944 et qui fut tué lors de la prise du Belvédère. La ville de Gap a donné le nom du colonel Roux à la principale rue du centre historique de la cité[32],[33].

### Héraldique
| Blason de Saint-Firmin | Blason  | D'azur au lion d'or, armé, lampassé et allumé de gueules, à la bande brochant d'argent chargée de trois roses aussi de gueules. |
| Blason de Saint-Firmin | Détails | Le statut officiel du blason reste à déterminer.                                                                                |